# Eksplozja w Oppau
Eksplozja w Oppau (niem. Explosion des Oppauer Stickstoffwerkes) – katastrofa przemysłowa, do której doszło 21 września 1921 roku w składzie chemicznym koncernu BASF w niemieckiej miejscowości Oppau (obecnie przedmieście miasta Ludwigshafen), gdzie eksplodowało 4500 ton mieszaniny nawozu siarczanu amonu i azotanu amonu (saletry amonowej). Fala uderzeniowa zniszczyła większość okolicznych budynków. Wybuch wyczuwalny był w oddalonym o ok. 300 km Monachium, a nawet w szwajcarskim Zurychu. W katastrofie zginęło 561 osób, ponad 2000 zostało rannych, a ok. 6 tys. straciło dach nad głową.

## Tło
Wybuch był nieszczęśliwym wypadkiem. Saletra składowana w silosie utworzyła stwardniałą masę, co uniemożliwiało jej pozyskiwanie. W celu jej skruszenia  stosowano materiały wybuchowe. Uważane to było za bezpieczne, gdyż saletra była zmieszana z siarczanem amonu i metodę tę stosowano już wielokrotnie. Jeśli zawartość saletry amonowej w mieszaninie nie jest większa niż 60% to materiał jest dość bezpieczny. Produkt, który przechowywano w magazynie miał około 50 proc. saletry, więc nie spodziewano się niebezpieczeństwa.
Do eksplozji jednak doszło. Słyszano ją aż w Monachium, ok. 300 kilometrów od miejsca wybuchu. Spowodowała uszkodzenia w promieniu kilkunastu kilometrów, a w odległości kilkudziesięciu wypadały szyby z okien.

## Galeria

Mapa części kompleksu fabrycznego w którym doszło do wybuchu, na pomarańczowo zaznaczony krater
Grafika silosu nr 110 w którym nastąpiła eksplozja
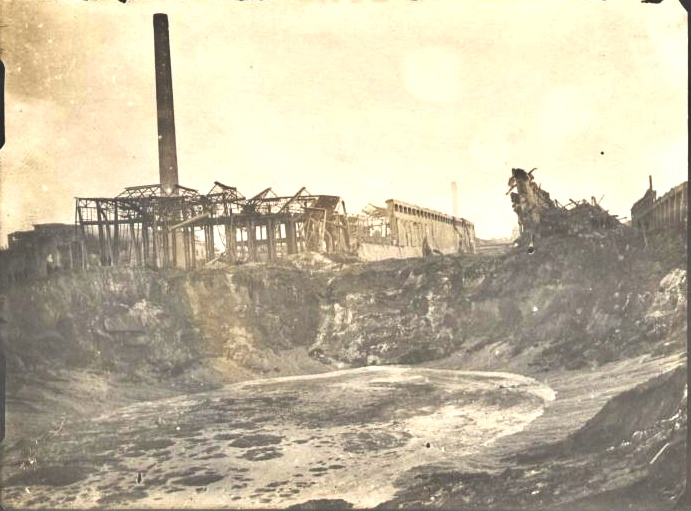
Zdjęcie krateru po eksplozji
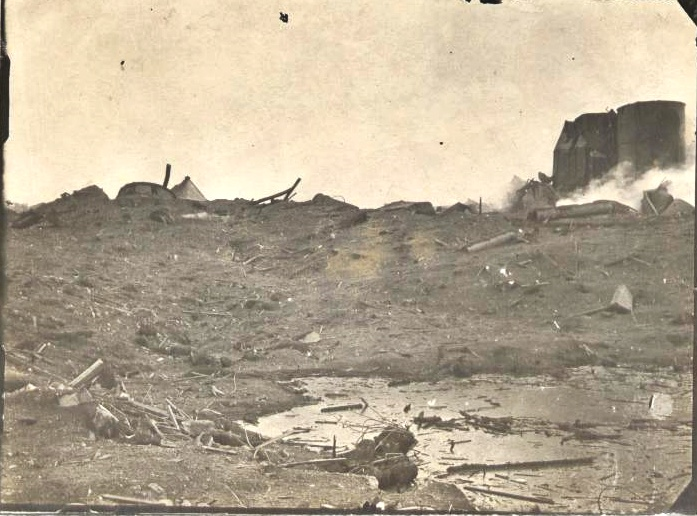
Zdjęcie krateru z bliska
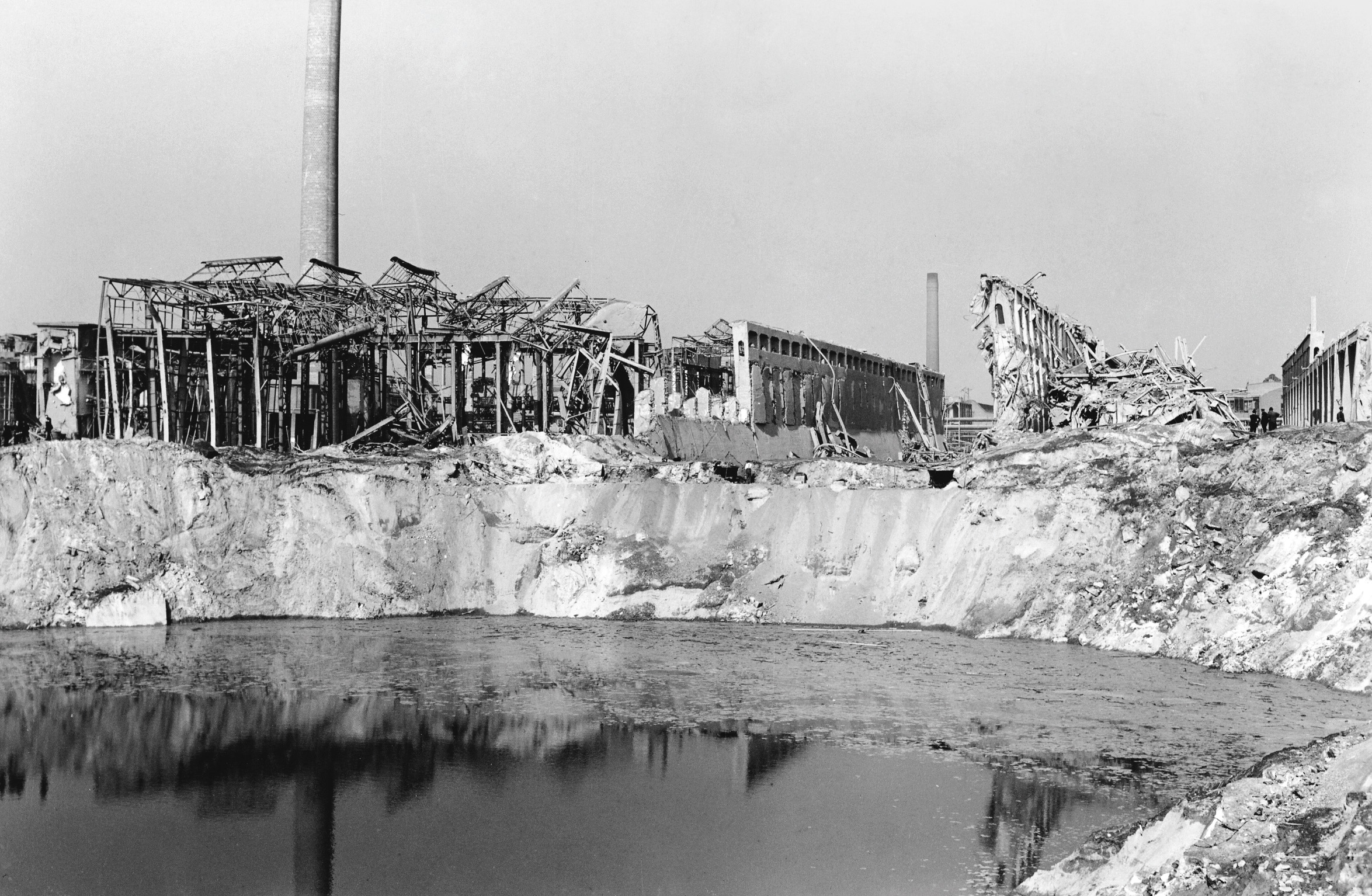
Zdjęcie leju po eksplozji wypełnionego wodą
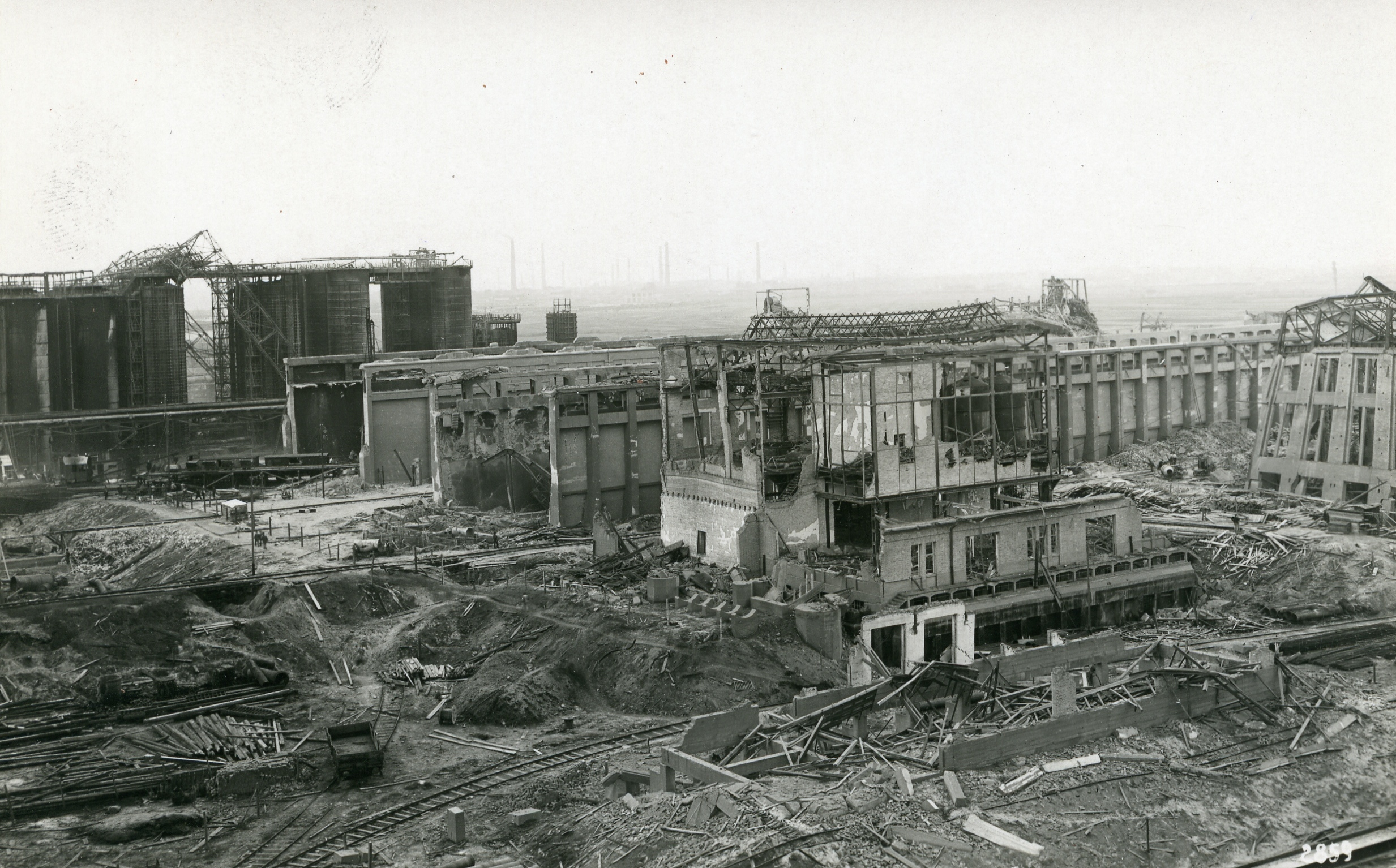
Zniszczone budynki kompleksu fabrycznego
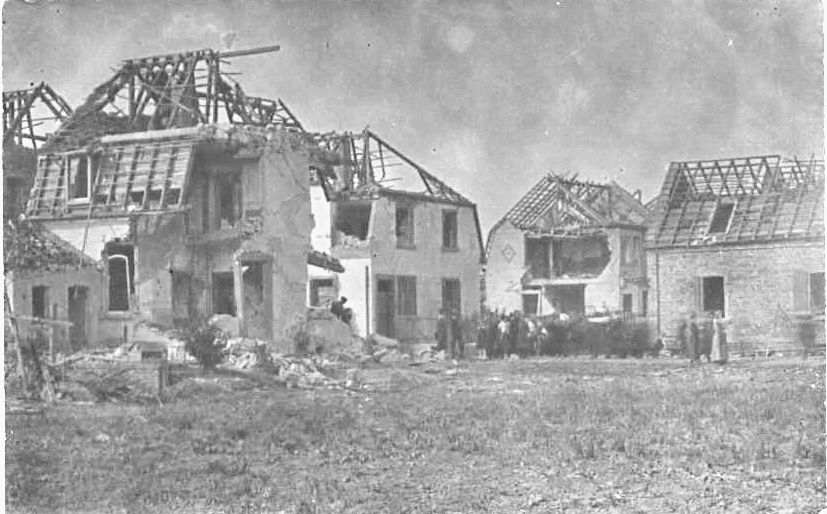
Zniszczone domy mieszkalne
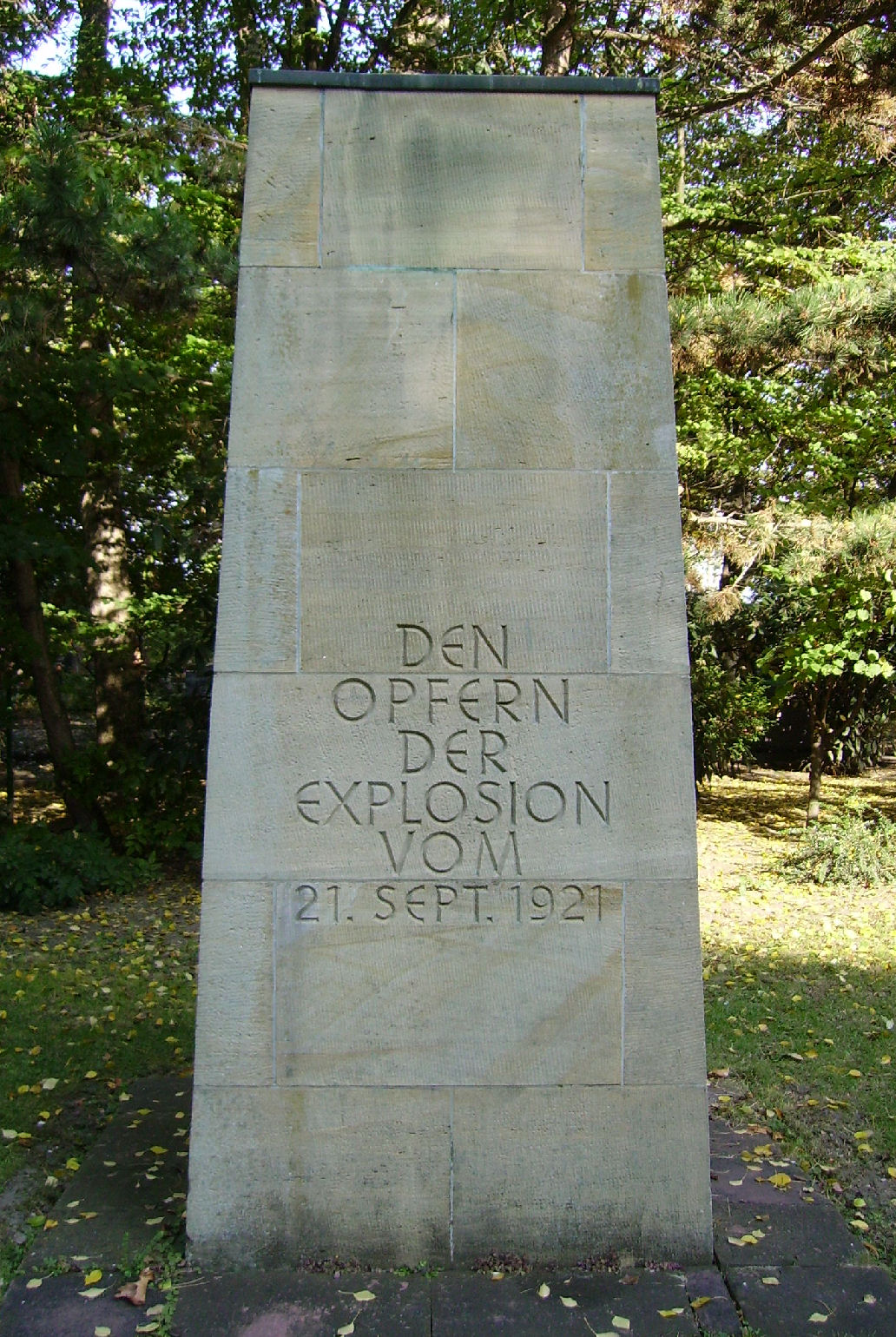
Pomnik ofiar na Cmentarzu Oppau